# Olympische Winterspiele 2022/Teilnehmer (Mongolei)
| Gelbes Symbol für Goldmedaillen mit stilisierten Olympischen Ringen | Graues Symbol für Silbermedaillen mit stilisierten Olympischen Ringen | Braundes Symbol für Bronzemedaillen mit stilisierten Olympischen Ringen |
| ------------------------------------------------------------------- | --------------------------------------------------------------------- | ----------------------------------------------------------------------- |
| —                                                                   | —                                                                     | —                                                                       |

Die Mongolei nahm an den Olympischen Winterspielen 2022 in Peking mit zwei Athleten, je einem Mann und einer Frau, an im Skilanglauf teil. Es war die 15. Teilnahme des Landes an Olympischen Winterspielen.

## Teilnehmer nach Sportarten

### Skilanglauf
| Athleten                 | Wettbewerbe     | Zeit        | Rang |
| ------------------------ | --------------- | ----------- | ---- |
| Frauen                   |                 |             |      |
| Ariunsanaagiin Enchtuul  | 10 km klassisch | 37:02,5 min | 85   |
| Männer                   |                 |             |      |
| Batmönchiin Atschbadrach | 15 km klassisch | 43:29,9 min | 65   |

| Athleten                 | Wettbewerbe | Qualifikation | Qualifikation | Viertelfinale | Viertelfinale | Halbfinale    | Halbfinale    | Finale        | Finale        | Rang |
| Athleten                 | Wettbewerbe | Zeit          | Rang          | Zeit          | Rang          | Zeit          | Rang          | Zeit          | Rang          | Rang |
| ------------------------ | ----------- | ------------- | ------------- | ------------- | ------------- | ------------- | ------------- | ------------- | ------------- | ---- |
| Frauen                   |             |               |               |               |               |               |               |               |               |      |
| Ariunsanaagiin Enchtuul  | Sprint      | 3:58,25 min   | 79            | ausgeschieden | ausgeschieden | ausgeschieden | ausgeschieden | ausgeschieden | ausgeschieden | 79   |
| Männer                   |             |               |               |               |               |               |               |               |               |      |
| Batmönchiin Atschbadrach | Sprint      | 3:11,60 min   | 77            | ausgeschieden | ausgeschieden | ausgeschieden | ausgeschieden | ausgeschieden | ausgeschieden | 77   |